# Coniophanes schmidti
Coniophanes schmidti är en ormart som beskrevs av Bailey 1937. Coniophanes schmidti ingår i släktet Coniophanes och familjen snokar. Inga underarter finns listade i Catalogue of Life.
Arten förekommer på Yucatánhalvön i södra Mexiko, Belize och norra Guatemala. En liten avskild population lever flera hundra kilometer västerut. Exemplar hittades i låglandet upp till 300 meter över havet. Habitatet utgörs av fuktiga och torra skogar. Coniophanes schmidti besöker även odlingsmark och mindre samhällen. Individerna håller sig nära vattenansamlingar.
I begränsade områden hotas beståndet av skogsavverkningar samt svedjebruk. Hela populationen anses vara stabil. IUCN kategoriserar arten globalt som livskraftig.